# Пономарёвка (Оренбургская область)
Пономарёвка — село в Оренбургской области, административный центр Пономарёвского района и Пономарёвского сельсовета.

## География
Село находится в 220 километрах от областного центра на автодороге Казань — Оренбург и в 65 км от железной дороги (станция Абдулино).

## История
По Указу Оренбургской казённой палаты от 2 марта 1805 года государственные крестьяне из разных сёл и деревень Борисоглебского уезда (Тамбовская губерния)  в числе 396 душ прибыли в эту местность и на левом берегу реки Дёма основали деревню Пономарёвка. Крестьяне прибыли из сёл Чуево, Чащино, Посевнино, Краснояровка, Мучкап, Архангельское и других. В материалах ревизской переписи 1811 года указаны фамилии всех переходцев. На этот год в Пономарёвке 107 семей и 543 человека мужского пола. Их поверенным (или садчиком) был Василий Трофимович Пономарёв с сыном Егором. Они вместе со своей семьёй прибыли из села Чащино. Вновь образованное поселение первоначально назвали Дёмой (по реке), затем Пономарёвкой. Административно входило в состав Бугурусланского уезда.

## Население
| 1959 | 1970  | 1979  | 1989  | 2002  | 2010  | 2021  |
| ---- | ----- | ----- | ----- | ----- | ----- | ----- |
| 3673 | ↗4358 | ↗5058 | ↗5346 | ↗5405 | ↘5200 | ↘5050 |

## Образование
Одна общеобразовательная школа, два детских сада, дом детского творчества, ДЮСШ. До середины нулевых в части села расположенной за рекой Дема действовала начальная школа, затем она была закрыта.

## Медицина
В Пономаревке действует больница, обслуживающая помимо Пономаревки Пономаревский район. В нее входят: больница, поликлиника, роддом, инфекционное отделение, хирургическое отделение, терапевтическое отделение. С 2021 года относится к Абдулинской межрайонной больнице.

## Известные жители и уроженцы
В селе родились:
- Владимир Иванович Аринин — русский советский и российский писатель, журналист.
- Александр Петрович Солуянов — генерал-майор, Герой Советского Союза.[10][11]
- Иван Михайлович Пузиков — советский военачальник, генерал-лейтенант
- Евгений Ильич Гордеев (1948 г.р.), академик РАН, председатель Камчатского научного центра ДВО РАН, директор Института вулканологии и сейсмологии ДВО РАН